# جلسة استثنائية طارئة للجمعية العامة للأمم المتحدة
الدورة الاستثنائية الطارئة للجمعية العامة للأمم المتحدة هي اجتماع غير مجدول للجمعية العامة للأمم المتحدة لتقديم توصيات عاجلة بشأن قضية معينة.
بموجب الفصل الخامس من ميثاق الأمم المتحدة، يُعهد إلى مجلس الأمن في العادة بصون السلم والأمن الدوليين. ومع ذلك، في 3 نوفمبر 1950، أصدرت الجمعية العامة القرار 377 (متحدون من أجل السلام) الذي وسّع سلطتها للنظر في الموضوعات التي كانت في السابق مخصصة لمجلس الأمن فقط. بموجب القرار، إذا لم يتمكن مجلس الأمن من اتخاذ قرار بشأن قضية ما بسبب عدم وجود إجماع، يجوز للجمعية العامة عقد جلسة استثنائية طارئة في غضون 24 ساعة للنظر في نفس المسألة.
الدورات الاستثنائية الطارئة نادرة، وهي حقيقة تنعكس في أنه لم يكن هناك سوى 10 جلسات من هذا القبيل في تاريخ الأمم المتحدة. بالإضافة إلى ذلك، تعقد معظم الجلسات الخاصة الطارئة لمرة واحدة، باستثناء الجلستين السابعة والعاشرة، اللتين أعيد عقدهما أربع و17 مرة على التوالي.

## إجراءات
إجراءات الدعوة لعقد جلسة استثنائية طارئة منصوص عليها في النظام الداخلي للجمعية العامة. القواعد المتعلقة بالدورات الاستثنائية الطارئة هي كما يلي:
- المادة 8 (ب) - الدعوة بناء على طلب مجلس الأمن أو الأعضاء
  - يمكن عقد الدورات الاستثنائية الطارئة بتصويت تسعة أعضاء من مجلس الأمن، أو أغلبية الدول الأعضاء في الأمم المتحدة. يجب عقد هذه الجلسات في غضون 24 ساعة من أي تصويت.
- المادة 9 (ب) - طلب الأعضاء
  - يسمح لأي دولة عضو في الأمم المتحدة أن تطلب من الأمين العام عقد جلسة استثنائية طارئة.
- المادة 10 - الإخطار بالدورة
  - يتطلب من الأمين العام إخطار الدول الأعضاء، قبل 12 ساعة على الأقل، بافتتاح دورة استثنائية طارئة تُعقد وفقًا للمادة 8 (ب).
- المادة 16 - جدول الأعمال
  - تنص على أنه يجب إبلاغ جدول الأعمال المؤقت للدورة الاستثنائية الطارئة إلى الدول الأعضاء في نفس الوقت مع البلاغ الداعي إلى عقد الدورة.
- المادة 19 - بنود إضافية
  - خلال جلسة استثنائية طارئة، يمكن إضافة بنود جدول الأعمال الإضافية للنظر فيها بأغلبية ثلثي الأعضاء الحاضرين والمصوتين.
- القاعدة 20 - مذكرة إيضاحية
  - يتطلب أي بند مقترح لإدراجه في جدول الأعمال مصحوبا بمذكرة توضيحية.

## الجلسات
| جلسة طارئة خاصة | موضوع                                                                       | عقد من قبل                      | تاريخ | القرار |
| --------------- | --------------------------------------------------------------------------- | ------------------------------- | --- | --- |
| الأولى          | أزمة السويس                                                                 | مجلس الأمن التابع للأمم المتحدة | 1-10 نوفمبر 1956 | A / 3354 |
| الثانية         | الغزو السوفيتي للمجر                                                        | مجلس الأمن التابع للأمم المتحدة | 4-10 نوفمبر 1956 | A / 3355 |
| الثالثة         | أزمة لبنان                                                                  | مجلس الأمن التابع للأمم المتحدة | 8-21 أغسطس 1958 | A / 3905 |
| الرابعة         | أزمة الكونغو                                                                | مجلس الأمن التابع للأمم المتحدة | 17-19 سبتمبر 1960 | A / 4510 |
| الخامسة         | حرب الأيام الستة                                                            | الاتحاد السوفيتي                | 17 يونيو - 18 سبتمبر 1967 | A / 6798 |
| السادسة         | الغزو السوفيتي لأفغانستان                                                   | مجلس الأمن التابع للأمم المتحدة | 10-14 يناير 1980 | ES-6/1, 2 |
| السابعة         | الصراع الإسرائيلي الفلسطيني                                                 | السنغال                         | - 22-29 يوليو 1980 - 20-28 أبريل 1982 - 25-26 يونيو 1982 - 16-19 أغسطس 1982 - 24 سبتمبر 1982 | ES-7/1, 2, 3 ES-7/4 ES-7/5 ES-7/6 ES-7/9 |
| الثامنة         | احتلال جنوب إفريقيا لناميبيا (جنوب غرب إفريقيا)                             | زمبابوي                         | 3-14 سبتمبر 1981 | ES-8/1, 2 |
| التاسعة         | الاحتلال الإسرائيلي لمرتفعات الجولان (قانون مرتفعات الجولان)                | مجلس الأمن التابع للأمم المتحدة | 29 يناير - 5 فبراير 1982 | ES-9/1 |
| العاشرة         | الصراع الإسرائيلي الفلسطيني (القدس الشرقية والأراضي المحتلة من قبل إسرائيل) | مختلف                           | - 24-25 أبريل 1997 - 15 يوليو 1997 - 13 نوفمبر 1997 - 17 مارس 1998 - 5 و8 و9 فبراير 1999 - 18 و20 أكتوبر 2000 - 20 ديسمبر 2001 - 7 مايو 2002 - 5 أغسطس 2002 - 19 سبتمبر 2003 - 20-21 أكتوبر 2003 - 3 ديسمبر 2003 - 20 يوليو 2004 - 24 يناير 2007 - 4 أبريل 2007 - 23 يناير 2009 - 21 ديسمبر 2017 - 13 يونيو 2018 | ES-10/1 ، 2 ES-10/3 ES-10/4 ES-10/5 ES-10/6 ES-10/7 ES-10/8 ، 9 ES-10/10 ES-10/11 ES-10/12 ES-10/13 ES-10/14 ES-10/15 ES-10/16 ES-10/17 ES-10/18 ES-10 / L.22 (مسودة) ES-10 / L.23 |
| الحادية عشرة    | الغزو الروسي لأوكرانيا 2022                                                 | مجلس الأمن التابع للأمم المتحدة | 28 فبراير - 2 مارس 2022 | ES-11/L.1 |

## روابط خارجية
- الجلسات الخاصة الطارئة للجمعية العامة للأمم المتحدة